# 隱私權偏好平台
隱私權偏好平台又譯隐私偏好项目平台（英語：Platform for Privacy Preferences Project，或P3P），它為一項網際網路標準，是为方便各網站以統一的網站隱私權政策格式为使用者提供網站隱私權政策的表述，是一个允许网站声明其对收集自用户网页浏览器的信息的预期用途的协议。它由万维网联盟（W3C）开发，并在2002年4月16日被正式推荐，设计意图是给用户对自己在网络浏览时流露的个人信息更多控制。但在此后不久，它的开发便已停止。对于P3P的实现也较少。微软的Internet Explorer（中文：IE浏览器）是唯一一个支持P3P的主流浏览器。TRUSTe的总裁认为它之所以没有被广泛实现，是因为其困难性较高且缺乏价值。。